# 174-й отдельный лыжный батальон
174-й отдельный лыжный батальон — воинская часть вооружённых сил СССР в Великой Отечественной войне.

## История
Батальон формировался в Молотовской области в посёлке на правом берегу Камы в составе 280-го запасного лыжного полка с осени 1941 года с декабря 1941 года. Укомплектовывался в основном жителями области.
Батальон был вооружён в основном пистолетами-пулемётами ППШ, винтовками СВТ, а также имел карабины и пулемёты. Бойцы были очень хорошо по меркам того времени обмундированы: все лыжники имели, помимо обычной одежды и обуви, валенки, тёплые портянки, носки и бельё, подшлемник, меховые варежки, свитер, маскировочный халат. Батальон предназначался для глубоких рейдов по вражеским тылам, для диверсий и для нападений на отдельные гарнизоны противника, однако в конечном был использован как обычная пехота.
В действующей армии с 5 февраля 1942 по 15 апреля 1942 года.
8 января 1942 года направлен на фронт, после доукомплектования в Рыбинске, прибыл в Малую Вишеру, где разгрузился 5 февраля 1942 года, в ночь с 7 на 8 февраля 1942 года прибыл на передовую, введён в прорыв 2-й ударной армии у Мясного Бора. Был придан 374-й стрелковой дивизии, действовал вместе с ней у Спасской Полисти и Мостков, там же фактически уничтожен в течение месяца.
15 апреля 1942 года батальон был расформирован.

## Подчинение
| Дата            | Фронт (округ)    | Армия | Корпус | Примечания |
| --------------- | ---------------- | ----- | ------ | ---------- |
| 01.03.1942 года | Волховский фронт | -     | -      | -          |
| 01.04.1942 года | Волховский фронт | -     | -      | -          |